# Hiller YH-32 Hornet
Хиллер YH-32 Хорнет (англ. Hiller YH-32 Hornet, індекс виробника — HJ-1) — легкий двомісний вертоліт з реактивним приводом несучого гвинта. Створений у США компанією «Hiller Aircraft» у 1953 році. 
Будувався не великою серією для оціночних випробувань в армії і флоті США.

## Конструкція вертольота
Hiller HJ-1 Hornet мав реактивний привід несучого гвинта. На закінцівках кожної з двох його лопатей встановлювався прямоточний повітряно-реактивний двигун (ППРД) Hiller 8RJ2B. Власне двигун важив 5,7 кг при потужності в 45 к.с. і працював на автомобільному бензині. Для забезпечення запуску цих ППРД ротор розкручувався до ста п'ятдесяти оборотів в хвилину за допомогою електричного пускового двигуна. Перші моделі не мали кермового гвинта, згодом для поліпшення ефективності управління по рисканню був встановлений однолопатевий хвостовий гвинт.

## Випробування
Вертоліт був побудований в кількості чотирнадцяти зразків (варіанти модифікацій HJ-1, YH-32, YH-32A, YH-32s, XHOE-1) і пройшов статичні і льотні випробування. До їх початку успішно був випробуваний двигун Hiller 8RJ2B, в 1954 отримав сертифікат типу. В ході льотних випробувань вертольота були виявлені як позитивні, так і негативні властивості машини. До позитивних можна було віднести значну простоту конструкції вертольота - відсутність складної механічної трансмісії, легкість в управлінні, високу стабільність роботи двигунів, простоту їх експлуатації та заміни.
Однак унікальна конструкція ротора надала вертольоту і абсолютно особливі, відмінні від інших машин, характеристики, які можна вважати як перевагою, так і недоліком. Зокрема, різко ускладнювалася посадка на авторотації. При відключенні двигунів великий лобовий опір гондол двигунів швидко гальмував несучий гвинт. Машина починала знижуватися з великою вертикальною швидкістю, близько 18 м/с, і пілотові доводилося починати вихід з авторотації ( «підрив кроку») на великій висоті: близько 70-100 метрів проти 15-18 метрів у звичайних вертольотів. З іншого боку, масивні двигуни надавали ротору великий запас інерції - настільки значний, що це найчастіше дозволяло, відразу після посадки на авторотації, злетіти і сісти знову.
Головним недоліком вертольота була висока і неефективна витрата палива і, як наслідок - мала дальність польоту: всього 45-50 км при запасі палива в 200 літрів, що дорівнювало приблизно півгодини польоту. Крім того, факели двигунів засліплювали пілота в темний час доби і робили вертоліт легко помітним здалеку. Шум від роботи двигунів також був дуже високим.
Всі ці фактори призвели до відмови військових (і можливих цивільних) замовників від закупівлі вертольота. Всього до 1956 року було побудовано чотирнадцять машин, кілька з них зараз знаходяться в музеях США.

## Льотно-технічні характеристики
(Специфікації для моделі HOE-1)
- Екіпаж: 2
- Довжина: 3.45 м
- Висота: 2.44 м
- Діаметр несучого ротора: 7 м
- Злітна вага: 487 кг
- Вага порожнього: 239 кг
- Максимальна швидкість: 129 км/год
- Крейсерська швидкість: 111 км/год
- Практична стеля: 3500 м
- Дальність: 45-50 км
- Силова установка: 2x ППРД 8RJ2B на лопатях, кожний тягою 17 кг